# S-шар
S-шар, або паракристалічний поверхневий шар, або поверхневий S-шар (англ. S-layer) — структурований шар у складі клітинної стінки, знайдений у багатьох типів бактерій (як грам-позитивних, так і грам-негативних) та серед архей. Складається з білків і глікопротеїнів. У грам-негативних бактеріях та археях, S-шар безпосередньо прикріплений до зовнішньої мембрани. У грам-позитивних бактеріях, S-шар прикріпляється до шару пептидоглікану (у них зовнішня мембрана відсутня). Вважається, що S-шар захищає клітину проти різких змін іонних концентрацій та pH, також як і осмотичного тиску та інородних ферментів. S-шар, можливо, корисний для захисту проти патогенів і проти фагоцитозу. Він також допомагає підтримувати жорсткість форми клітин деяких мікроорганізмів.
У грам-позитивних бактерій білки S-шару мають особливий консервативний мотив, який взаємодіє з пептідогліканами клітинної стінки. У грам-негативних бактерій на найвіддаленішому від клітини кінці білкових субодиниць є спеціальний домен, за допомогою якого білки S-шару інтегруються в зовнішню мембрану, як правило, за рахунок взаємодії з ліпополісахаридом.